# Митра, Шаоли
Шаоли Митра (бенг. শাঁওলি মিত্র; 1948, Западная Бенгалия — 16 января 2022, Калькутта) — актриса

, театральный режиссёр
 и драматург. За заслуги в области искусства отмечена премией Академии Сангит Натак (2003), орденами Падма Шри (2009) и Банга Бибхушан (2012).

## Биография
Родилась в 1948 году в семье театральных деятелей Трипти и Шомбху Митра.
Ещё ребёнком дебютировала на сцене в спектакле «Chhera Taar». После школы получила степень магистра в области драмы в Университете Рабиндры Бхарати в Калькутте. Присоединилась к театральной труппе Bohurupee, основанной её родителями. Выступая в составе труппы, создала каноничный образ Амаль в постановке пьесы «Dakghar» Рабиндраната Тагора.
В 1974 году вместе с матерью снялась в фильме «Причина, обсуждение и история» Ритвика Гхатака, где Шаоли сыграла бездомную беженку из Бангладеш.
В 1983 году создала собственную театральную труппу Pancham Vaidic с новаторским репертуаром, представив широко известные сюжеты через тему женской эмансипации. Её первая постановка — «Nathabati Anathabat», в которой она выступила как драматург, режиссёр и исполнительница главной роли, считается одним из её лучших творений. Среди других, написанных ею пьес: «Katha Amitrasaman», «Chandali» и «Pagla Ghora». Из её ролей в театре зрителям и критикам особенно запомнились Драупади в «Naathvati Anaathbat» и Сита в «Sitakatha» или «Bitata Bitangso».
В 2003 году актриса получила премию Академии Сангит Натак, за которой в 2009 году последовала четвёртая по значимости гражданская награда страны Падма Шри. В 2012 году Шаоли была назначена председателем Paschimbanga Bangla Akademi — официального регулирующего органа бенгальского языка в Западной Бенгалии.
Под конец жизни Митра страдала от сердечно-сосудистых заболеваний, но от госпитализации отказалась. Актриса скончалась 16 января 2022 года около 15:40 в своем доме в Калькутте.